# 베이커산

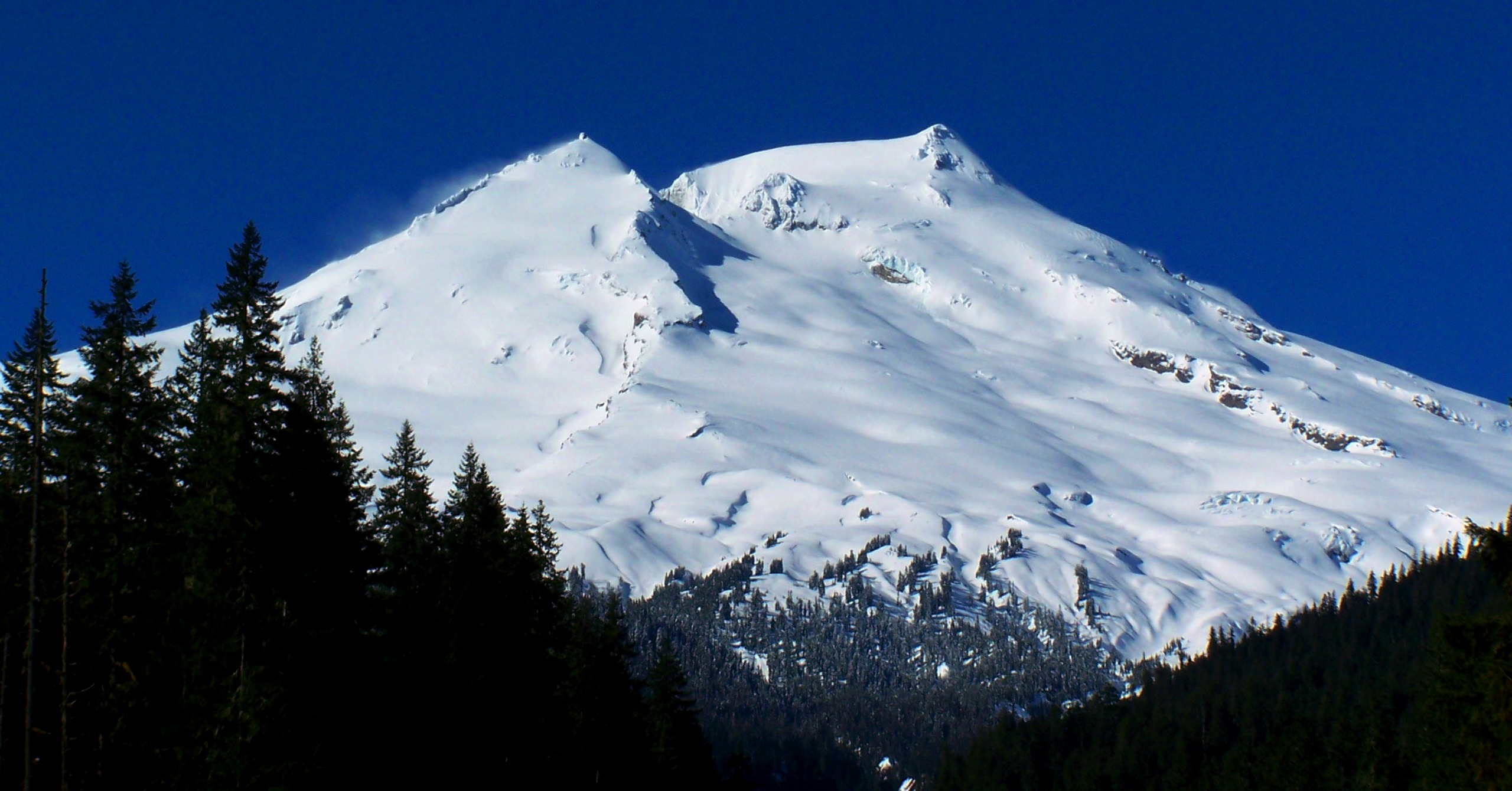

베이커산(영어: Mount Baker 또는 Kulshan)은 미국의 캐스케이드산맥에 위치한 산으로, 워싱턴주에 있다. 이 산은 성층화산으로, 활화산이며, 증기를 뿜는 모습은 안 보이지만 진동도 있고 정상 바로 아래에 화구가 있는데, 화구의 크기는 작고 원형이다. 화구 안에서는 증기가 나오며 그 옆에는 분기공이 있어 뜨거운 화산가스나 증기가 배출된다.
주 분화구는 셔먼 분화구(Sherman Crater)이다.